# NGC 95
NGC 95 (również PGC 1426 lub UGC 214) – galaktyka spiralna z poprzeczką (SBc/P), znajdująca się w gwiazdozbiorze Ryb. Odkrył ją William Herschel 18 października 1784 roku.